# Linum mcvaughii
Linum mcvaughii är en linväxtart som beskrevs av C.M. Rogers. Linum mcvaughii ingår i släktet linsläktet, och familjen linväxter. Inga underarter finns listade i Catalogue of Life.